# Pieczengskaja guba
Pieczengskaja guba (ros. Печенгская губа, fiń. Petsamonvuono) – zatoka Morza Barentsa, znajdująca się w obwodzie murmańskim w Rosji. Jej długość wynosi 17 km, szerokość 1-2 km, a głębokość maksymalna to 118 m. Zatoka nie zamarza w zimie. Na jej brzegach znajdują się rosyjskie miejscowości Peczenga oraz Liinachamari.
Do zatoki uchodzi rzeka Pieczenga.
W latach 1920-44 znajdowała się w granicach Finlandii.